# Jugendstil (hoorspel)
Jugendstil is een hoorspel van Wolfgang Graetz. Jugendstil werd op 19 augustus 1969 door de Westdeutsche Rundfunk uitgezonden. C. Denoyer vertaalde het en de VARA zond het uit op woensdag 15 maart 1972. De regisseur was Ad Löbler. Het hoorspel duurde 26 minuten.

## Rolbezetting
- Paul van der Lek (de commentator)
- Hans Veerman & Joke Reitsma-Hagelen (Heribert & Mausi)
- Frans Somers (de ambtenaar)
- Harry Bronk, Jan Wegter, Gerrie Mantel, Hans Karsenbarg, Maria Lindes (Wilfried, Gaston, Heide, Rudi & Gudrun)
- Hein Boele (de advocaat)
- Huib Orizand (de rechter)

## Inhoud
Wolfgang Graetz maakt met zijn hoorspel kanttekeningen bij een ideologische modeverschijning: de valse revolutiemakerij, die zich - zodra ze ernstig op de proef wordt gesteld - als louter negatiefje van de burgerlijke levenswijze ontpopt. Heribert en Mausi heten de jonge, zogenaamd progressieve tijdgenoten, die (daar ze goed met elkaar communiceren) willen trouwen; natuurlijk op een vooruitstrevende manier, zoals dat past bij hun milieu- en standsbewustzijn. Sjofel gekleed verschijnen ze voor de ambtenaar van burgerlijke stand, om na de vervelende formaliteit de huwelijksnacht te beleven, waarbij de ‘burgerlijke geplogenheden’ omgekeerd worden. Ze wijzen immers elke seksuele repressie af. De werkelijkheid ziet er echter weer eens totaal anders uit dan de mooiste theorieën. Over revolutie spreken is gemakkelijker dan revolutie maken, zelfs in het meest bescheiden kader, dat van het echtelijke bed namelijk…